# Katastrofa lotu Tara Air 197
Katastrofa lotu Tara Air 197 – był to lot krajowy obsługiwany przez linię Tara Air z portu lotniczego Pokhara do portu lotniczego Jomsom w Nepalu. 29 maja 2022 r. samolot de Havilland Canada DHC-6 Twin Otter, przewożący 22 osoby (19 pasażerów i 3 członków załogi), odleciał z lotniska o godzinie 9:55, a 12 minut później (10:07) stracił kontakt z kontrolerami ruchu lotniczego. Wrak znaleziono dopiero 20 godzin później na zboczu góry. Wszyscy 22 pasażerowie i załoga zginęli. Jest to drugi śmiertelny wypadek linii Tara Air na tej trasie, po locie 193 w 2016 roku. Tara Air jest znana jako jedna z najbardziej niebezpiecznych linii lotniczych na świecie.

## Wypadek
Samolot wystartował z portu lotniczego Pokhary o godzinie 9:55 i miał wylądować w porcie lotniczym Jomsom o godzinie 10:15. Według Urzędu Lotnictwa Cywilnego Nepalu (CAAN) samolot stracił kontakt z kontrolerami ruchu lotniczego o godzinie 10:07 nad miastem  Ghorepani w Nepalu.

## Samolot i załoga
Samolotem był de Havilland Canada DHC-6 Twin Otter z rejestracją 9N-AET. Swój dziewiczy lot wykonał w kwietniu 1979 roku. Feralnego dnia kapitanem samolotu był Prabhakar Ghimire, a drugim pilotem był Utsav Pokharel.

## Ofiary
Lot przewoził 22 pasażerów: 16 Nepalczyków, 4 Hindusów i 2 Niemców. NDTV stwierdziła, że czterej pasażerowie z Indii byli członkami tej samej rodziny.
| Narodowość | Pasażerowie | Załoga | Razem |
| ---------- | ----------- | ------ | ----- |
| Nepal      | 13          | 3      | 16    |
| Indie      | 4           | –      | 4     |
| Niemcy     | 2           | –      | 2     |
| Razem      | 19          | 3      | 22    |

## Przyczyna
Wstępne ustalenia sugerują, że przyczyną katastrofy była zła pogoda.